# Madhuca korthalsii
Madhuca korthalsii là một loài thực vật có hoa trong họ Hồng xiêm. Loài này được (Pierre ex Burck) H.J.Lam mô tả khoa học đầu tiên năm 1925.